# صلاح اسیر
صلاح اسیر (۱۹۱۷–۱۹۷۱) (نسب: صلاح بن مصطفی بن یوسف اسیر) ادیب، شاعر و گویندهٔ رادیویی لبنانی بود. او مدیر رادیو شرق بود و در انتشار مجلهٔ الفکر همکاری نمود. سروده‌هایش که بخشی از آن‌ها نثر مسجع است، در دیوانی گردآورد و آن را الواحة نامید.